# Thucydides (politicus)
Thucydides (Oudgrieks: Θουκυδίδης, geboren omstreeks 500 v.Chr.) was een staatsman uit de archaïsche tijd van Athene, uit het midden van de 5e eeuw v.Chr. toen het op weg was naar de democratie. Hij was de voornaamste tegenspeler van Perikles. Hij moet niet met de historicus Thucydides worden verward, die ongeveer 40 jaar later werd geboren.
Thucydides, zoon van Melesias, stamde uit een rijke Atheense familie. Hij was gehuwd met een dochter van Kimon II en net als zijn schoonvader een fervent tegenstander van Pericles. Na Kimons dood organiseerde Thucydides de oligarchische oppositie en versterkte daardoor haar invloed in de ekklèsia, de Atheense volksvergadering. Hij verzette zich onder meer tegen de prestigieuze maar geldverslindende bouwprojecten van Pericles en trachtte deze door ostracisme uit de stad te verbannen. Hij wist in 444 v.Chr. wel de ostracisering van Pericles’ adviseur Damon te bereiken, maar Pericles slaagde er in hem in 443 v.Chr. met gelijke munt terug te betalen. Thucydides moest voor tien jaar de stad verlaten.
 Portaal Oudheid · Athene · Geschiedenis van Griekenland · Geschiedenis van Athene
- Gemeinsame Normdatei: 1029538557
- Nederlandse Thesaurus van Auteursnamen: 081500289
- Virtual International Authority File: 292894763